# سپاه پاسداران انقلاب اسلامی
سپاه پاسداران انقلاب اسلامی شاخه‌ای از نیروهای مسلح ایران است که پس از انقلاب ۱۳۵۷ به‌دستور سید روح‌الله خمینی، رهبر جمهوری اسلامی، در ۲ اردیبهشت ۱۳۵۸ تأسیس شد. در حالی که ارتش ایران از مرزهای ایران دفاع و نظم داخلی را حفظ می‌کند، بنابر قانون اساسی ایران، سپاه پاسداران برای پاسداری از نظام سیاسی جمهوری اسلامی کشور در نظر گرفته شده است. سپاه پاسداران نقش خود را در حفاظت از حکومت اسلامی و همچنین جلوگیری از مداخله و کودتای خارجی توسط ارتش یا «جنبش‌های انحرافی» قرار می‌دهد. نام ایران در آرم سپاه پاسداران وجود ندارد.
تا سال ۲۰۱۱، سپاه پاسداران حداقل ۲۵۰٬۰۰۰ پرسنل نظامی شامل نیروی زمینی، هوافضا و نیروی دریایی داشت. نیروهای دریایی آن اکنون نیروهای اولیه‌ای هستند که وظیفه کنترل عملیاتی خلیج فارس را برعهده دارند. همچنین شبه نظامیان بسیج را که حدود ۹۰٬۰۰۰ پرسنل فعال دارد، را کنترل می‌کنند، و بازوی رسانه‌ای آن خبرگزاری فارس، خبرگزاری تسنیم و سپاه نیوز است. محسن رضایی، یحیی رحیم صفوی، محمدعلی جعفری و حسین سلامی به ترتیب فرمانده سپاه پاسداران بودند و هم‌اکنون سرلشکر پاسدار محمد پاکپور فرماندهی کل سپاه پاسداران را برعهده دارد.

## تاریخچه

راه قدس از کربلا می‌گذرد. عکس روی جلد مجله پیام انقلاب

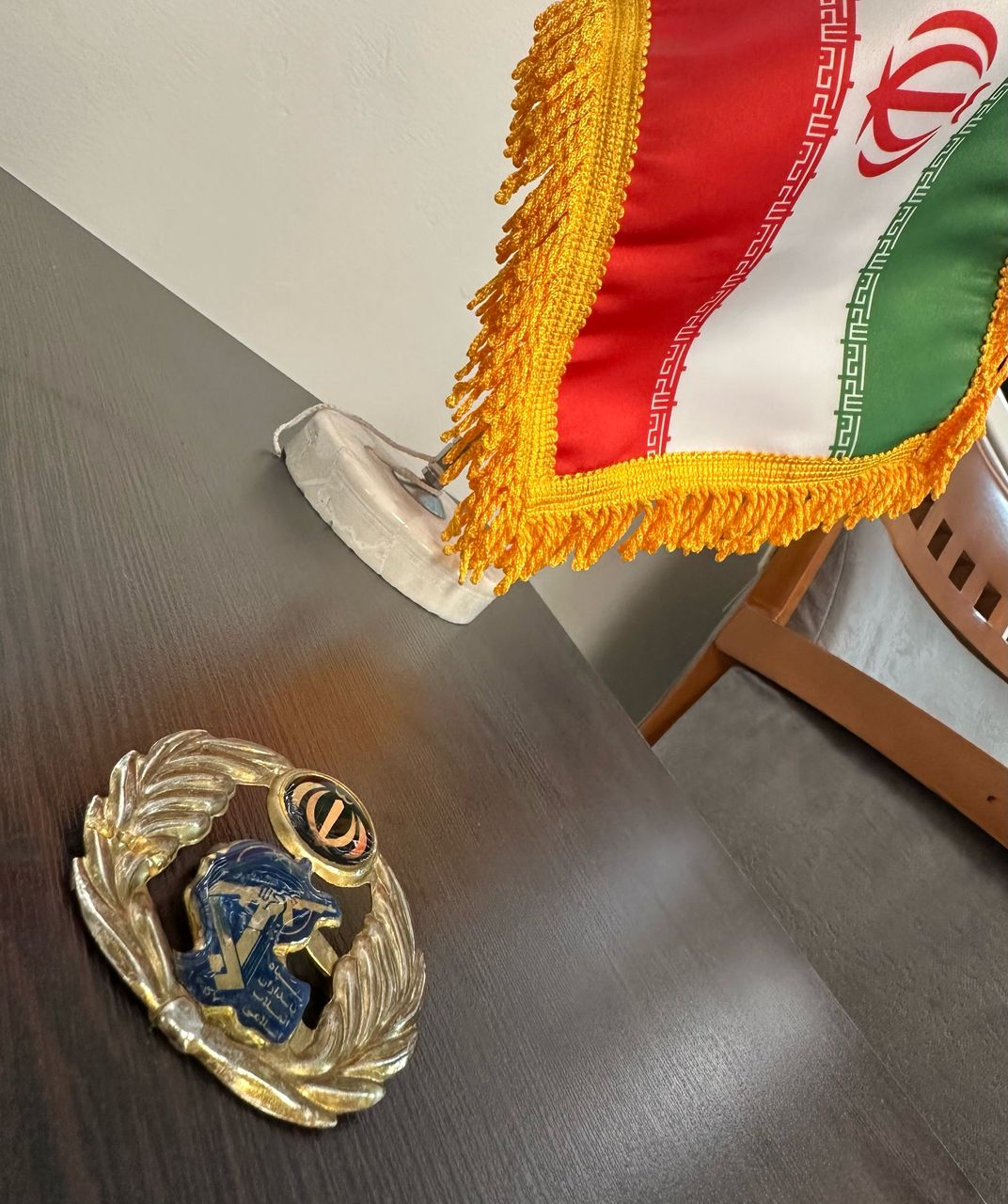
نشان شهید نادر امیری (نشان تمام شهدای پاسدار)

در نخستین روزهای پس از انقلاب بهمن ۵۷، دولت موقت که به علت فروپاشی قوای انتظامی و نظامی فاقد ابزار لازم برای اعمال حاکمیت بر کشور بود، درصدد برآمد تا نیرویی مسلح بنام گارد ملی به وجود آورد. به همین منظور، حسن لاهوتی حکمی از سید روح‌الله خمینی برای تشکیل این نیرو دریافت کرد. با پیشنهاد محمد توسلی نام سپاه پاسداران انقلاب اسلامی برای آن برگزیده شد. در حکم خمینی تأکید شده بود که سپاه پاسداران زیر نظر دولت موقت فعالیت خواهد کرد. هدف از تشکیل این نهاد نیز کنترل شهرها و روستاها، برای جلوگیری از تحریک، جلوگیری از حمله به موسسات دولتی و ملی و مراکز عمومی و سفارتخانه‌ها، جلوگیری از رسوخ مخالفان جمهوری اسلامی در داخل صفوف مردم، اجرای دستور دولت موقت و اجرای احکام دادگاه‌های اسلامی، ذکر شده بود. دولت موقت ابراهیم یزدی را به عنوان معاون نخست‌وزیر در امور انقلاب، مأمور کرد که با حسن لاهوتی اشکوری برای تشکیل این نیرو همکاری کند. اساسنامه سپاه در اواخر بهمن ۱۳۵۷ در باغشاه و در حین جمع‌آوری سلاح‌های پخش شده در روزهای انقلاب تکمیل شد. در ۹ اسفند ۱۳۵۷ در جلسه‌ای در پادگان عباس‌آباد که با حضور ابوشریف، محسن رفیقدوست، مرتضی الویری، علی محمد بشارتی، محمد غرضی، حسن جعفری، علی فرزین، ضرابی، هاشم صباغیان، تهرانچی و علی دانش منفرد تشکیل می‌شود، علی دانش‌منفرد به عنوان فرمانده سپاه پاسداران انتخاب شد. محسن رفیقدوست مسوول تدارکات، بشارتی مسوول اطلاعات و مرتضی الویری مسوول روابط عمومی سپاه شد. آن‌ها با جلب همکاری عده‌ای از اعضای انجمن‌های اسلامی دانشجویان ایرانی در آمریکا و کانادا ساختمان ساواک در خیابان سلطنت‌آباد (پاسداران کنونی) را مقر اصلی خود قرار دادند و در مراکزی چون هنگ نوجوانان (مکان مورد استفاده برای دانشگاه امام حسین و دافوس کنونی سپاه) و پادگان سعدآباد، با کمک عده‌ای از جمله برخی تکاوران تیپ نوهد، به جذب و آموزش سیاسی، عقیدتی و نظامی داوطلبان پرداختند.
همزمان با تشکیل سپاه پاسداران، گروه‌های مسلح موازی دیگر نیز به‌طور خودجوش برای حفظ انقلاب تشکیل شده بودند همچون:
- گارد انقلاب در پادگان جمشیدیه به سرپرستی عباس آقازمانی و مورد حمایت موسوی اردبیلی
- گارد دانشگاه‌ها یا پاسا به سرپرستی محمد منتظری و مورد حمایت سید محمد بهشتی. این گروه عمدتاً عده‌ای از عناصر مبارز را که در لبنان آموزش چریکی دیده و به کشور برگشته بودند، دربر می‌گرفت. محسن آرمین از جمله اعضا گارد دانشگاه بود.
- نیروهای مسلح سازمان مجاهدین انقلاب اسلامی به سرپرستی محمد بروجردی و مورد حمایت مرتضی مطهری

وجود این چهار گروه مسلح موازی، اختلاف‌ها و اصطکاک‌هایی را درپی داشت. این مسئله در شورای انقلاب طرح و سرانجام تصمیم گرفته شد که هاشمی رفسنجانی با هماهنگ‌کردن این گروه‌ها و یک‌پارچه‌کردن آنها، سپاه پاسداران انقلاب اسلامی را شکل دهد. پس از تخصیص بودجه ۱۲۰ میلیون تومانی به سپاه از سوی دولت موقت سپاه قدرتمندتر از قبل تصمیم به ادغام سایر نیروها در خود گرفت. در تاریخ ۱۸ فروردین ۱۳۵۸، همه این گروه‌ها با سپاه پاسداران ادغام شدند و یک شورای ۱۲نفره تشکیل گردید که اعضای این شورا عبارت بودن از:
عباس زمانی، جواد منصوری، عباس دوزدوزانی، محمد منتظری، یوسف کلاهدوز، محمدکاظم موسوی بجنوردی، مرتضی الویری، محمد بروجردی، محسن رضایی، محسن رفیق‌دوست و علی دانش منفرد، اکبر هاشمی رفسنجانی (از طرف شورای انقلاب)
این شورا جواد منصوری را به عنوان فرمانده سپاه انتخاب کرد. به فاصله اندکی پس از او عباس آقازمانی مشهور به (ابوشریف) فرماندهی سپاه و فرماندهی عملیات آن را بر عهده گرفت. پس از ادغام، محسن رضایی، محسن رفیق‌دوست و عباس دوزدوزانی در اواخر فروردین ۱۳۵۸ به دیدار خمینی در قم رفتند و خواستار استقلال سپاه از دولت موقت شدند.

در این دیدار خمینی برخلاف جهت‌گیری پیشین خود مبنی بر نظارت دولت موقت بر سپاه، دستور تشکیل سپاه پاسداران انقلاب اسلامی زیر نظر شورای انقلاب را صادر کرد. در پی این فرمان، گروه دوازده نفره اساسنامه‌ای را در ۹ ماده و ۹ تبصره تهیه کرد که به تصویب شورای انقلاب رسید. به دنبال آن شورای فرماندهی سپاه تشکیل گردید و اعضای آن احکام خود را از شورای انقلاب دریافت کردند. به این ترتیب در ۲ اردیبهشت ۱۳۵۸ سپاه پاسداران انقلاب اسلامی با انتشار بیانیه‌ای رسماً اعلام موجودیت کرد.
| درجه‌های سپاه پاسداران انقلاب اسلامی | درجه‌های سپاه پاسداران انقلاب اسلامی | درجه‌های سپاه پاسداران انقلاب اسلامی |
| نیروها                              | نیروها                              | نیروها                              |
| نیروهای زمینی،هوافضا و قدس          | نیروی دریایی                        |                                     |
| ----------------------------------- | ----------------------------------- | ----------------------------------- |
| ارتشبد پاسدار                       | دریابد پاسدار                       |                                     |
| سپهبد پاسدار                        | دریاسالار پاسدار                    |                                     |
| سرلشکر پاسدار                       | دریابان پاسدار                      |                                     |
| سرتیپ پاسدار                        | دریادار پاسدار                      |                                     |
| سرتیپ دوم پاسدار                    | دریادار دوم پاسدار                  |                                     |
| سرهنگ پاسدار                        | ناوسالار یکم پاسدار                 |                                     |
| سرهنگ دوم پاسدار                    | ناوسالار دوم پاسدار                 |                                     |
| سرگرد پاسدار                        | ناوسالار سوم پاسدار                 |                                     |
| سروان پاسدار                        | ناوسروان پاسدار                     |                                     |
| ستوان یکم پاسدار                    | ناوبان یکم پاسدار                   |                                     |
| ستوان دوم پاسدار                    | ناوبان دوم پاسدار                   |                                     |
| ستوان سوم پاسدار                    | ناوبان سوم پاسدار                   |                                     |
| رزم‌دار یکم پاسدار                   | ناودار یکم پاسدار                   | ناودار یکم پاسدار                   |
| رزم‌دار دوم پاسدار                   | ناودار دوم پاسدار                   | ناودار دوم پاسدار                   |
| رزم‌آور یکم پاسدار                   | ناویار یکم پاسدار                   | ناویار یکم پاسدار                   |
| رزم‌آور دوم پاسدار                   | ناویار دوم پاسدار                   | ناویار دوم پاسدار                   |
| رزم‌آور سوم پاسدار                   | ناویار سوم پاسدار                   | ناویار سوم پاسدار                   |
| رزم‌یار                              | سرناوی                              | سرناوی                              |
| سرباز                               | ناوی                                | ناوی                                |

با توجه به اینکه مهم‌ترین مأموریت سپاه، حفاظت از انقلاب اسلامی و دستاوردهای آن بود، این تشکیلات تازه‌تأسیس تیم‌ها، دسته‌ها، گروهان‌ها و گردان‌های عملیاتی را صرفاً برای عملیات شهری و حفظ و ارتقای امنیت داخلی کشور شکل داد. در هر شهر و شهرستانی، سپاه به تناسب نیرویی که جذب می‌کرد و وسعت سرزمینی و حساسیت‌های امنیتی خاصی که آن منطقه داشت، وضعیت خود را سامان می‌داد.

خمینی در نامه‌ای به تاریخ ۲ مرداد ۱۳۶۷ به علی رازینی، رئیس سازمان قضایی نیروهای مسلح، دستور داد که «دادگاه ویژه تخلفات جنگ را در کلیه مناطق جنگی» «بدون رعایت هیچ‌یک از مقررات دست و پاگیر» تشکیل شود و «هر عملی که به تشخیص دادگاه موجب شکست جبهه اسلام یا موجب خسارت جانی بوده یا می‌باشد مجازات آن اعدام است.» هاشمی رفسنجانی بعدها گفت که رئیس‌جمهور وقت (خامنه‌ای) با این دادگاه هم نظر بوده، ولی وی (رفسنجانی) وساطت کرده است.
اعطای درجات نظامی از تاریخ ۲۹ بهمن ۱۳۶۹ خورشیدی در سپاه پاسداران انقلاب اسلامی آغاز شد.

### فرماندهان سپاه

دیدار جمعی از فرماندهان سپاه پاسداران با روح‌الله خمینی در بیت رهبری

بعد از جواد منصوری و عباس آقازمانی، مدتی عباس دوزدوزانی سرپرستی سپاه را بر عهده گرفت. بعد از آن مرتضی رضایی بود که طی حکمی از سوی ابوالحسن بنی صدر و با تأیید سید روح‌الله خمینی در تیرماه ۱۳۵۹ به عنوان فرمانده کل سپاه پاسداران انقلاب اسلامی منصوب شد. سپس در شهریور ۱۳۶۰ محسن رضایی در ۲۸ سالگی توسط سید روح‌الله خمینی به این سمت منصوب شد. محسن رضائی برای مدت ۱۸ سال فرماندهی این نهاد را بر عهده داشت ولی در سال ۱۳۷۶ از فرماندهی سپاه استعفاء کرد و قائم مقام او سید یحیی صفوی مشهور به رحیم صفوی از سوی سید علی خامنه‌ای به این سمت منصوب شد. در ۱۰ شهریور ۱۳۸۶ دوره مسئولیت ۱۰ ساله وی در فرماندهی سپاه به پایان رسید و سید علی خامنه‌ای به جای وی سرتیپ پاسدار محمدعلی جعفری فرمانده سابق نیروی زمینی سپاه را به فرماندهی سپاه پاسداران برگزید و او را از درجه سرتیپی به درجه سرلشگری ارتقاء داد. بعد از محمدعلی جعفری در ابتدای سال ۱۳۹۸ حسین سلامی به فرماندهی سپاه برگزیده شد. پس ترور سلامی در حملات اسرائیل خرداد ۱۴۰۴ محمد پاکپور به سمت فرماندهی کل منصوب شد.
- جواد منصوری
- عباس آقازمانی
- جواد منصوری
- عباس آقازمانی
- مرتضی رضایی
- محسن رضایی (۱۳۶۰-۱۳۷۶)
- سید یحیی رحیم‌صفوی (۱۳۷۶-۱۳۸۶)
- محمدعلی جعفری (۱۳۸۶-۱۳۹۸)
- حسین سلامی (۱۳۹۸-۱۴۰۴)
- محمد پاکپور (۱۴۰۴-اکنون)

## ساختار سازمانی

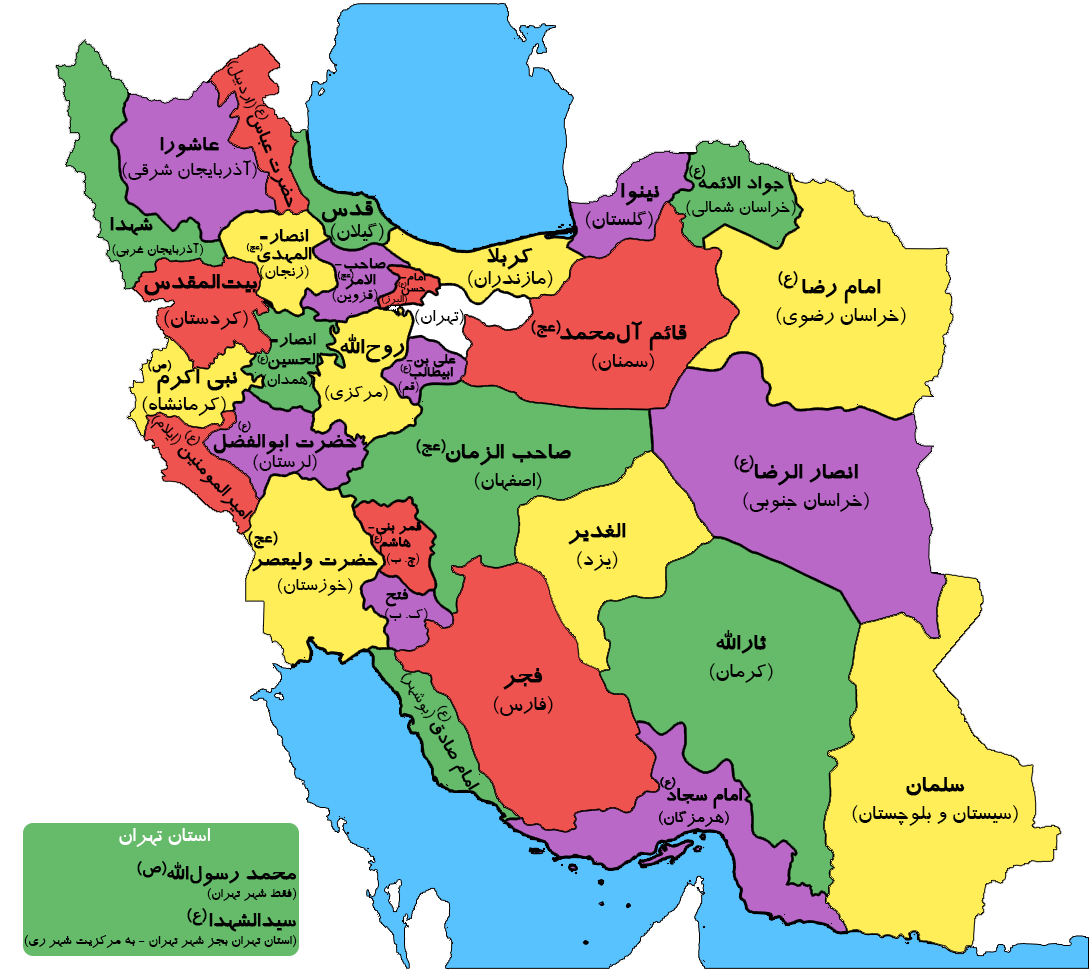
اسامی سپاه‌های استانی

ساختار فرماندهی سپاه پاسداران انقلاب اسلامی به شکلی است که در راس آن فرمانده کل قرار دارد. پس از او جانشین یا قائم مقام قرار می‌گیرد و سپس رئیس ستاد مشترک حائز اهمیت است که به‌طور مستقیم با فرمانده کل در بالا و با فرماندهان نیروهای پنج‌گانه در پایین مرتبط است. فرمانده کل سپاه مستقیماً توسط رهبری انتخاب می‌گردد و جانشین و فرماندهان ستاد مشترک و نیروها به پیشنهاد فرمانده کل و با تصویب و حکم رهبری انتخاب می‌شوند.
سپاه پاسداران شامل ۵ نیرو، با مأموریت‌های متفاوت است:
1. نیروی زمینی سپاه پاسداران انقلاب اسلامی
2. نیروی هوافضای سپاه پاسداران انقلاب اسلامی
3. نیروی دریایی سپاه پاسداران انقلاب اسلامی
4. نیروی قدس سپاه پاسداران انقلاب اسلامی
5. سازمان بسیج مستضعفین

| سازمان                      | فرمانده                            | جانشین فرمانده               | نقش                                                                                        |
| --------------------------- | ---------------------------------- | ---------------------------- | ------------------------------------------------------------------------------------------ |
| ستاد مشترک سپاه پاسداران    | سرتیپ‌‌بسیجی محمدرضا نقدی            | سرتیپ‌پاسدار علی فضلی         | هماهنگی و فرماندهی نیروهای پنجگانه                                                         |
| نیروی زمینی سپاه پاسداران   | سرتیپ‌پاسدار محمد کرمی              | سرتیپ‌پاسدار روح‌الله نوری     | با در اختیار داشتن بیش از ۱۰۰ هزار نفر نیروی فعال، پیکره اصلی سپاه پاسداران را تشکیل می‌دهد |
| نیروی هوافضای سپاه پاسداران | سرتیپ‌پاسدار سید مجید موسوی افتخاری | نا‌مشخص                       | نیروی هوایی، موشکی و فضایی سپاه                                                            |
| نیروی دریایی سپاه پاسداران  | دریادارپاسدار علیرضا تنگسیری       | دریادارپاسدار علی عظمایی     | حفاظت از آب‌های سرزمینی ایران در خلیج فارس                                                  |
| نیروی قدس سپاه پاسداران     | سرتیپ‌پاسدار اسماعیل قاآنی          | سرتیپ‌پاسدار محمدرضا فلاح‌زاده | جنگ غیرمتعارف، اطلاعات، عملیات پنهانی برون‌مرزی                                             |
| بسیج                        | سرتیپ‌پاسدار غلامرضا سلیمانی        | سرتیپ‌پاسدار سید قاسم قریشی   | امنیت داخلی، اجرای قانون، پلیس اخلاقی و کمک در هنگام بروز حوادث و بلایا                    |

و همچنین دو ساختار دیگر در سپاه به نام‌های حوزه نمایندگی ولی فقیه و سازمان حفاظت اطلاعات وجود دارد که اولی کاملاً مستقل از ساختار فرماندهی و مستقیماً زیر نظر رهبری قرار دارد و دومی نیز تقریباً مستقل از فرماندهی است و فرمانده آن را رهبری با پیشنهاد فرمانده سپاه انتخاب می‌کند و فرمانده آن مستقیماً با دفتر عمومی حفاظت اطلاعات در دفتر رهبری و شخص رهبر مرتبط است و به او گزارش می‌دهد.
محمدعلی جعفری با دسته‌بندی تهدیدات علیه جمهوری اسلامی به تهدیدهای نرم، نیمه‌سخت (شورش‌های مردمی بدون سلاح گرم، تهدیدهای اقتصادی-سیاسی داخلی و خارجی) و سخت (شورش‌های مسلحانه، جنگ داخلی و جنگ خارجی) وظیفه مبارزه با تهدید نرم را به بسیج غیرنظامی، نیمه‌سخت را به بسیج نظامی و سخت را به نیروی زمینی سپاه و بسیج محول می‌کند.

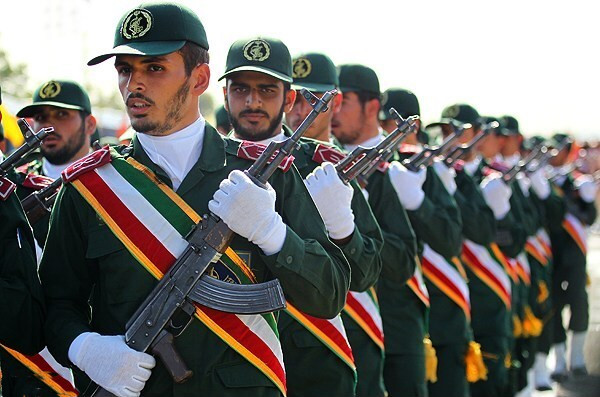
رژه سپاه در سال ۱۳۹۱

### قرارگاه‌ها
- قرارگاه کربلای جنوب غرب:ولی عصر خوزستان، حضرت ابوالفضل لرستان و فتح کهگیلویه و بویراحمد

- قرارگاه مدینه: امام سجاد هرمزگان، فجر فارس، و امام صادق بوشهر
- قرارگاه قدس جنوب شرق: ثارالله کرمان و سلمان سیستان و بلوچستان
- قرارگاه سیدالشهدا: صاحب‌الزمان اصفهان، قمر بنی‌هاشم چهار محال و بختیاری و الغدیر یزد
- قرارگاه غرب نجف اشرف: نبی اکرم کرمانشاه، انصارالحسین همدان و امیرالمؤمنین ایلام
- قرارگاه شمال غرب حمزه سیدالشهدا: شهدا آذربایجان غربی و بیت‌المقدس کردستان
- قرارگاه عاشورا: عاشورای آذربایجان شرقی، انصارالمهدی زنجان و حضرت عباس اردبیل
- قرارگاه شمال شرق ثامن‌الائمه: امام رضا خراسان رضوی، جوادالائمه خراسان شمالی و انصارالرضا خراسان جنوبی
- قرارگاه غدیر شمال: کربلا مازندران، قدس گیلان، و نینوا گلستان
- قرارگاه صاحب‌الزمان: روح‌الله مرکزی، علی ابن ابیطالب قم، صاحب‌الامر قزوین و قائم آل‌محمد سمنان
- قرارگاه ثارالله تهران: محمد رسول‌الله تهران بزرگ، سیدالشهدای شهرستان‌های تهران و سپاه امام حسن البرز[۴۵]

## آموزش
| دانشگاه                                 | تأسیس | مکان   | پرچم نشان | منبع                               |
| --------------------------------------- | ----- | ------ | --------- | ---------------------------------- |
| دانشگاه فرماندهی و ستاد سپاه            | ۱۳۷۱  | تهران  |           | [ ۴۶ ]                             |
| دانشگاه امام حسین                       | ۱۳۶۵  | تهران  |           | [ ۴۷ ]                             |
| دانشگاه علوم و فنون زمینی امیرالمؤمنین  | ۱۳۶۵  | اصفهان |           | [ ۴۸ ]                             |
| دانشکده علوم و فنون زرهی                | ۱۳۶۵  | شیراز  |           | [ ۴۹ ] [ ۵۰ ]                      |
| دانشکده عقیدتی سیاسی شهید محلاتی        | ۱۳۶۱  | قم     |           | [ ۵۱ ]                             |
| دانشگاه علوم پزشکی بقیةالله             | ۱۳۷۲  | تهران  |           | [ ۵۲ ]                             |
| دانشگاه علوم و فنون دریایی امام خامنه‌ای | ۱۳۹۲  | رشت    |           | [ ۵۳ ]                             |
| دانشگاه علوم و فنون هوافضای عاشورا      | ۱۳۸۳  | تهران  |           | [ ۵۴ ] [ ۵۵ ] [ ۵۶ ] [ ۵۷ ] [ ۵۸ ] |

## نفوذ
سپاه پاسداران انقلاب اسلامی از زمان پیدایش خود به‌عنوان یک نیروی شبه نظامی با محوریت ایدئولوژیک، تقریباً در تمام ابعاد جامعه ایران نقش بیشتری را ایفا کرده است.
رویترز در سال ۲۰۱۹ سپاه را «یک امپراتوری صنعتی با نفوذ سیاسی» توصیف کرد. نقش اجتماعی، سیاسی، نظامی و اقتصادی گسترده آن در دولت محمود احمدی‌نژاد—به‌ویژه در زمان انتخابات ریاست جمهوری ۱۳۸۸ و سرکوب اعتراضات پس از انتخابات—تعدادی از تحلیل‌گران غربی را به این استدلال سوق داده است که قدرت سیاسی آن حتی از نظام روحانیت شیعه کشور نیز پیشی گرفته است.

### فعالیت سیاسی
افراد طبق قانون اساسی جمهوری اسلامی ایران و دستور سید روح‌الله خمینی و سید علی خامنه‌ای سپاهیان تا هنگامی که در سازمان سپاه خدمت می‌کنند حق فعالیت در زمینه‌های سیاسی را ندارند.
محمدباقر ذوالقدر معاون سپاه پاسداران انقلاب اسلامی بود و در دولت نهم (محمود احمدی‌نژاد) به سمت معاونت وزارت کشور و معاون امنیتی انتظامی این وزارتخانه منصوب شد. روابط عمومی وزارت کشور اعلام کرد چون سردار ذوالقدر با حکم سید علی خامنه‌ای در سمت «جانشین فرماندهی کل سپاه» فعالیت داشت، با کسب مجوز از وی به سمت جدید منصوب شد.

### فعالیت اقتصادی
طبق ماده ۱۰ اساسنامه سپاه پاسداران انقلاب اسلامی یکی از مأموریت‌های سپاه «مشارکت در عملیات امدادی به هنگام بروز بلایا و حوادث و انجام خدمات امدادی، آموزشی، تولیدی و جهاد سازندگی به درخواست دولت و با رعایت کامل موازین عدل اسلامی در زمان صلح در حدی که به تشخیص شورای عالی سپاه، آمادگی رزمی لازم را برای انجام مأموریت‌های خود از دست ندهد.»
بر اساس تحقیقات مؤسسه رند، سپاه پاسداران از زمان پایان جنگ ایران و عراق تا کنون با انعقاد ۷۶۵۰ قرارداد از طریق مؤسسات وابسته به خود فعالیت‌های اقتصادی گسترده‌ای داشته است.
روزآنلاین از تحلیل‌گران اقتصادی ایران نقل کرده که درآمد حاصل از فعالیت سپاه در «عرصه‌های قانونی اقتصاد» تا ۱۲ میلیارد دلار در سال می‌رسد. البته هیچ گزارش مالی دربارهٔ فعالیت‌های اقتصادی سپاه منتشر نمی‌شود و بودجه آن نیز محرمانه است.
این نهاد در حوزه‌های نفت و گاز، راه‌سازی، سدسازی و ساخت تونل، کشاورزی، مخابرات (به عنوان سهامدار عمده شرکت مخابرات ایران)، ساختمان‌سازی و حتی جراحی‌های سرپایی با لیزر حضور فعال دارد. به علاوه با در اختیار داشتن ۴۵٪ سهام شرکت بهمن در تولید خودروی مزدا شریک است.
همچنین علی لاریجانی در نشستی با فرماندهان و مسئولان قرارگاه خاتم‌الانبیا به آنان توصیه کرد که فعالیت‌های سپاه پاسداران رقابت‌سوز نباشد بلکه به دنبال رقابت‌سازی باشد.
سپاه گاه برای ابراز ناخرسندی خود از انعقاد قراردادهای اقتصادی دست به نمایش قدرت می‌زند. به عنوان مثال در سال ۲۰۰۴ دولت سید محمد خاتمی هنگام افتتاح فرودگاه بین‌المللی امام خمینی در تهران مجبور شد قراردادی را که با یک شرکت ترکیه‌ای بسته بود لغو کند زیرا پاسداران، خشمگین از اینکه خود طرف قرارداد نبودند، باند فرودگاه را در روز افتتاح اشغال کردند. همچنین یکی از نمایندگان مجلس ایران در جلسه علنی مجلس، در مورد وجود ۶۰ بندر غیرقانونی متعلق به این نهاد نظامی دست به افشاگری زد.

#### بحث‌های سیاسی در مورد فعالیت اقتصادی سپاه
در اسفند ماه ۱۳۹۳ رئیس‌جمهور حسن روحانی بدون نام‌بردن از سپاه پاسداران انقلاب اسلامی تمرکز قدرت در یک نهاد را عاملی برای ایجاد فساد دانست. روحانی گفت: «اگر اطلاعات، تفنگ، پول، سرمایه، سایت، روزنامه و خبرگزاری را همه یکجا جمع کنیم ابوذر و سلمان هم فاسد می‌شوند.» سپاه پاسداران انقلاب اسلامی در حال حاضر بر بسیاری از نهادهای اقتصادی، سرویس‌های اطلاعاتی و گروه‌های رسانه‌ای ایران تسلط دارد. روحانی پیش از این گفته بود «من شایعاتی را که دربارهٔ سپاه مطرح می‌شود اصلاً قبول ندارم که می‌خواهند سپاه را رقیب مردم قرار بدهند، سپاه رقیب مردم و بخش خصوصی نیست، سپاه پیمانکاری همانند پیمانکارهای معمولی نیست و نبوده است. سپاه امروز باید پروژه‌های بسیار مهمی را که بخش خصوصی قادر به انجام آن نیست، انجام دهد. سپاه توان نیروی انسانی، تجهیزات و برنامه‌ریزی دارد.» اما اسحاق جهانگیری معاون دولت در ۲۲ آذرماه ۹۵ در همایش سراسری مدیران قرارگاه سازندگی خاتم‌الانبیا اظهار داشت «قرارگاه سازندگی خاتم‌الانبیاء باید متولی اجرای چند کار بزرگ و ماندگار در تاریخ کشور شود، البته قرارگاه نباید عرصه را برای فعالیت بخش خصوصی تنگ کند و باید در طرح‌هایی که بخش خصوصی توان اجرای آن را ندارد، شاهد حضور قرارگاه و اجرای طرح‌های مهم و ماندگار باشیم.» اما ناصر موسوی لارگانی عضو هیئت رئیسه کمیسیون اقتصادی مجلس شورای اسلامی اظهار داشت «در موضوعات اقتصادی و آن جایی که نیاز کشور بوده سپاه ورود کرده فقط برای اینکه آبروی نظام را بخرد و حفظ کند، پروژه‌هایی که میراثی شده و بیشتر از ۳۰ تا ۴۰ سال طول کشیده ورود کرده تا به دولت در اتمام آنها کمک کند، به نظرم بی انصافی است به این شکل سپاه مورد حجمه قرار بگیرد.»
اما در واکنش به موضع انتقادی رئیس‌جمهور، فرمانده سپاه پاسداران، محمدعلی جعفری گفت: «سپاه هرگز متقاضی کار اقتصادی نبوده است. ما به درخواست دولت‌ها و با اصرار آن‌ها و بدون اینکه حتی دولت، به بسیاری از تعهدات خود در قبال سپاه عمل کنند، وارد عرصه سازندگی شدیم.» او همچنین گفت سپاه فعالیت اقتصادی و انتفاعی نمی‌کند، فعالیت‌های آن‌ها در عرصه محرومیت زدایی، سازندگی و خنثی سازی راهبردهای دشمن برای فشار اقتصادی به کشور است. او همچنین گلایه کرد «نمی‌شود که آقایان کارهای سخت را با کمترین منافع به سپاه واگذار کنند و به پروژهایی که سپاه می‌سازد افتخار کنند، اما در مقابل و درحالی‌که هزاران میلیارد تومان بابت پروژه‌ها بدهکارند علیه سپاه با بی انصافی حرف بزنند.»

### حضور در جنگ روسیه و اوکراین

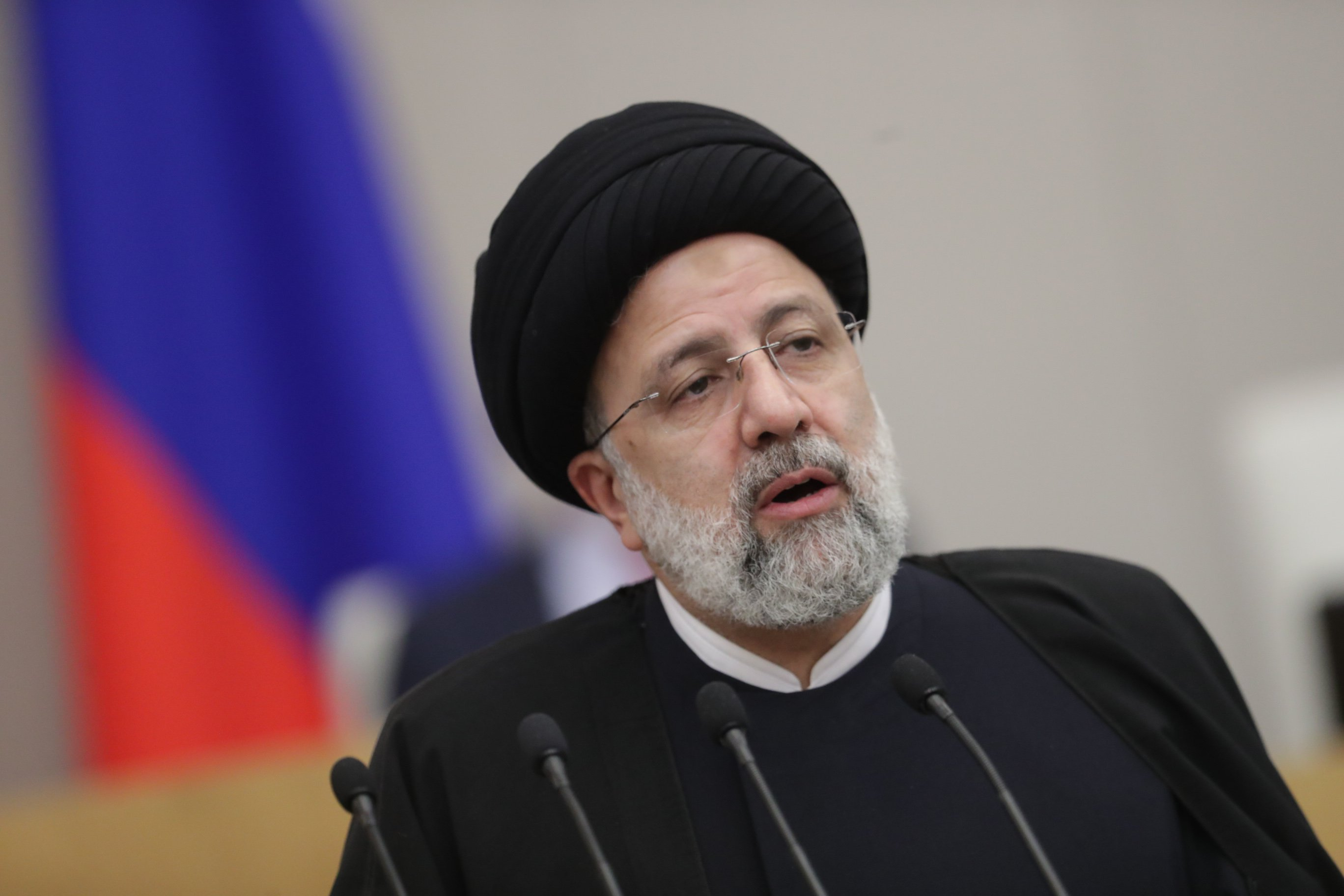
ابراهیم رئیسی رئیس‌جمهور وقت ایران در جلسه دومای روسیه در ۲۰ ژانویه ۲۰۲۲

ایران در جریان حمله روسیه به اوکراین، برای روسیه پهپادهای انتحاری نظیر شاهد ۱۳۱ و شاهد ۱۳۶ فراهم کرده است. کشورهای غربی، ایران را به نقض قطعنامه ۲۲۳۱ شورای امنیت سازمان ملل متهم می‌کنند. وزیر امورخارجه ایران، در ۱۴ آبان ۱۴۰۱ گفت که ایران پیش از جنگ اوکراین پهپادهایی را به روسیه فروخته است.
در ۲۱ اکتبر، یک بیانیه مطبوعاتی کاخ سفید اعلام کرد که نیروهای ایرانی در کریمه هستند و به روسیه در انجام حملات پهپاد علیه غیرنظامیان و زیرساخت‌های غیرنظامی کمک می‌کنند. در ۲۴ نوامبر مقامات اوکراینی گفتند که ارتش ده ایرانی را کشته است و هرگونه حضور نظامی بیشتر ایران در اوکراین را هدف قرار خواهد داد. مؤسسه مطالعات جنگ ارزیابی کرد که این افراد احتمالاً پرسنل سپاه پاسداران انقلاب اسلامی یا وابسته به سپاه هستند، زیرا این تشکیلات اپراتور اصلی پهپادهای ایرانی است.

### حضور در جنگ داخلی سوریه

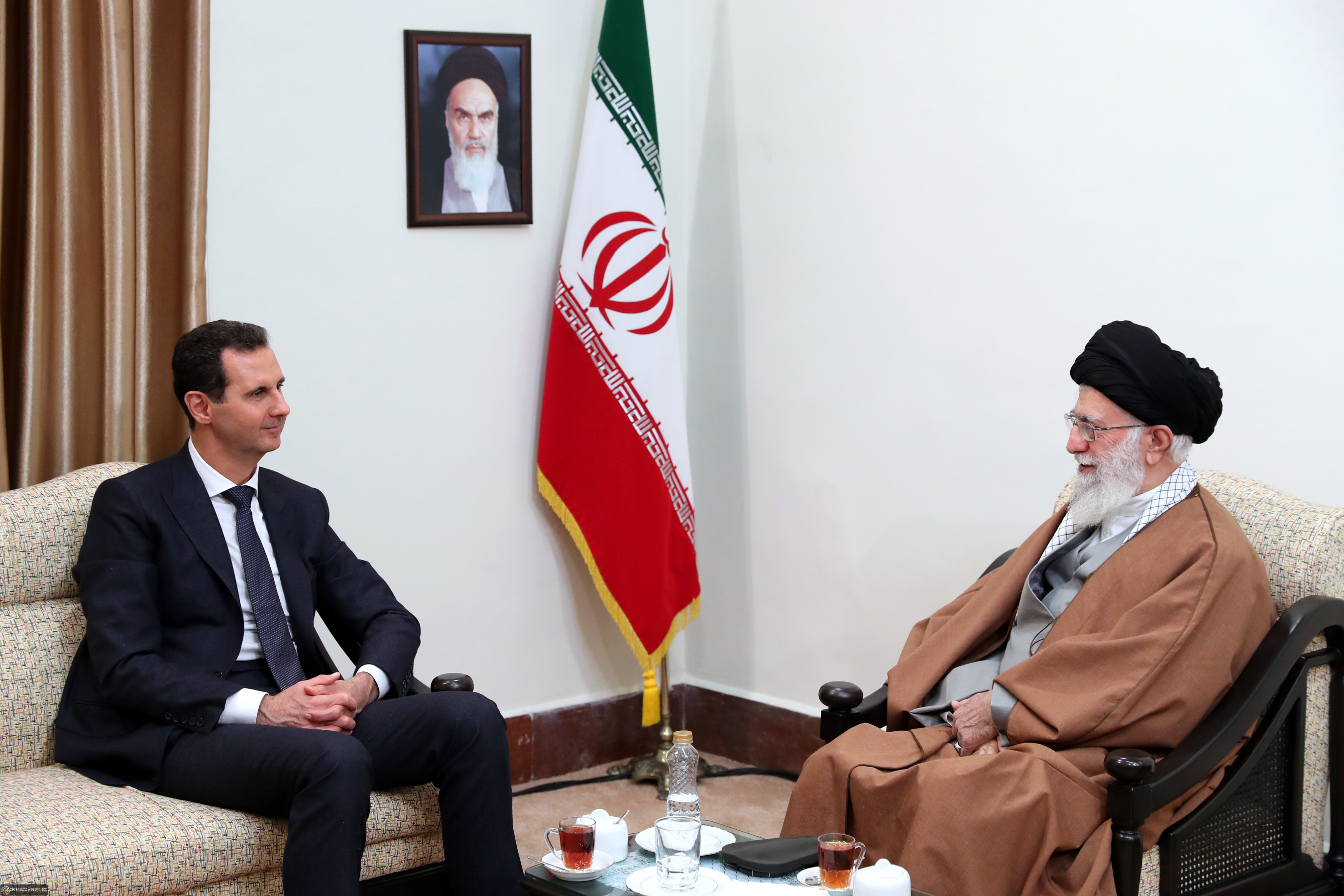
دیدار سید علی خامنه‌ای و بشار اسد.

ایران و سوریه بعثی دو متحد استراتژیک بودند. در ادبیات سیاسی نظام ایران، سوریه عضو محور مقاومت ضدصهیونیسم و پل ارتباطی با حزب‌الله لبنان بود. در پی جنگ داخلی سوریه، جمهوری اسلامی ایران با هدف اینکه دولت بشار اسد رئیس‌جمهور سوریه استقامت خود را حفظ کند، با ارتش سوریه همکاری می‌کرد و با مخالفان بشار اسد به‌صورت پنهانی از طریق سپاه قدس وارد جنگ می‌شد. سال ۲۰۱۱ همگام با ناآرامی‌ها و اعتراضات مردم سوریه در شهرهای درعا و حلب علیه بشار اسد، روزنامه آمریکایی وال استریت جورنال گزارش داده بود که تهران تجهیزاتی در اختیار دمشق می‌گذارد تا بتواند از اجتماع تظاهرکنندگان جلوگیری کند. افزون بر آن، ایران از تلاش‌های سوریه برای جلوگیری از ارتباط‌های تظاهرکنندگان از طریق اینترنت، تلفن‌های همراه و پیامک پشتیبانی می‌کرد.
به گزارش ورلد تریبیون از مخالفان بشار اسد - رئیس‌جمهور سوریه - ایران نیروهای سپاه پاسداران را جهت سرکوبی هزاران تظاهرات‌کننده مخالف بشار اسد می‌فرستاده است. آن‌ها می‌گویند سپاه پاسداران صدها کوماندو را به‌وسیلهٔ بالگرد به شهر درعا اعزام کرده است. در درگیری‌های درعا در ۱۸ مارس ۲۰۱۱، ۵ شهروند سوریه‌ای کشته شده‌اند.
به گزارش خبرگزاری فرانسه در سال ۲۰۱۱، مقامات آمریکایی مدعی هستند که تهران برای کمک به سرکوب اعتراضات ضد حکومتی در سوریه، سلاح در اختیار رژیم بشار اسد قرار می‌دهد. به گفته این منابع، سردار قاسم سلیمانی، فرمانده نیروی ویژه قدس وابسته به سپاه پاسداران در ماه ژانویه در پایتخت سوریه حضور داشته و با مقامات رژیم دمشق از جمله بشار اسد دیدار کرده است. مقامات آمریکایی گفتند، حضور فرمانده نیروی قدس سپاه پاسداران در سوریه برای بررسی اوضاع بحرانی این کشور و راه‌های کمک به رژیم بشار اسد جهت سرکوب اعتراضات ضد حکومتی در سوریه بوده است. به گفته این مقامات آمریکایی، دیدار سردار قاسم سلیمانی از سوریه به‌خوبی نشان می‌دهد که تهران کمک‌های نظامی و تجهیزات امنیتی در اختیار رژیم دمشق می‌گذارد تا از آن برای سرکوب مخالفان سوری استفاده کند.
اسماعیل قاآنی، جانشین فرمانده نیروی قدس سپاه پاسداران، در مصاحبه‌ای با خبرگزاری دانشجویان ایران «ایسنا» اعتراف کرد که جمهوری اسلامی ایران در عملیات نظامی، شبه‌نظامی و غیرنظامی در سوریه همگام با رژیم بشار اسد شرکت می‌کرده است. متن این مصاحبه کوتاه پس از قرار گرفتن بر روی خروجی سایت خبرگزاری «ایسنا» حذف گردید و پس از آن نیز هیچ توضیحی از سوی مقام‌های رسمی جمهوری اسلامی ایران در مورد اظهارات این فرمانده ارشد سپاه قدس داده نشد. سردار قاآنی در این مصاحبه گفته است: «اگر جمهوری اسلامی در سوریه حضور نداشت، کشتار مردم آن چند برابر شده بود».
در مرداد ۱۳۹۱ برابر با اوت ۲۰۱۲ معارضان سوری سه پهباد ایرانی درحال تعمیر را در آزمایشگاهی در شهر حلب سوریه پیدا کردند.
پژوهشگر بنیاد دفاع از دموکراسی‌ها بر این باور است که حضور سپاه در سوریه اولین حضور این نهاد نظامی در بیرون از خاک ایران نیست؛ هر چند حمایت از اسد و جنایات جنگی که علیه مردم کشورش مرتکب می‌شود، شاید بارزترین سندی است که ثابت می‌کند سپاه پاسداران بزرگ‌ترین تشکل دولتی حامی تروریسم در جهان است.

#### واکنش سران حکومت ایران
مهدی طائب رئیس قرارگاه در بهمن ۱۳۹۱ اظهار داشت:
سوریه استان سی و پنجم و یک استان استراتژیک برای ماست. اگر دشمن به ما هجوم کند و بخواهد سوریه یا خوزستان را بگیرد اولویت با این است که ما سوریه را نگه داریم چون اگر سوریه را نگه داریم می‌توانیم خوزستان را هم پس بگیریم اما اگر سوریه را از دست بدهیم تهران را هم نمی‌توانیم نگه داریم.

#### جنایات جنگی در سوریه
برخی کارشناسان و رسانه‌های مخالف جمهوری اسلامی معتقدند که جمهوری اسلامی ایران به دلیل پشتیبانی از دولت بشار اسد برای سرکوب اعتراضات ۲۰۱۱ سوریه سبب آغاز جنگ داخلی سوریه شده است.
در جنگ داخلی سوریه بیش از ۵۱۱٬۰۰۰ (پانصد و یازده هزار) نفر (فقط) کشته‌اند و نیز میلیون‌ها تن زخمی و زندانی و بیش از ۱۲ (دوازده) میلیون نفر هم، آواره شده‌اند.
در ۲۴ ژوئن ۲۰۱۱ (۳ تیر ۱۳۹۰)، روزنامهٔ رسمی اتحادیه اروپا گزارش کرد که کشورهای عضو اتحادیه، سه تن از فرماندهان ارشد سپاه پاسداران انقلاب اسلامی، یعنی محمدعلی جعفری، قاسم سلیمانی، حسین طائب و نیز چند شهروند و مؤسسه اقتصادی سوریه را در واکنش به ادامه سرکوب خشونت‌آمیز معترضان سوری توسط حکومت سوریه و سپاه قدس جمهوری اسلامی ایران، تحریم کرده‌اند. اما ایران این ادعا را تکذیب کرده است.
عادل الجبیر، وزیر امور خارجه عربستان سعودی در سپتامبر ۲۰۱۵ میلادی در گفتگوی تلویزیونی با شبکه العربیه می‌گوید: «ایران باید آخرین کشوری باشد که دربارهٔ ثبات در سوریه سخن می‌گوید، زیرا همه می‌دانند که عامل ویرانی و بدبختی مردم سوریه، ایران است.»

### حضور در خاک عراق
سپاه پاسداران، در عراق حضور لجستیکی-نظامی دارد؛ برای مثال، قاسم سلیمانی، فرمانده کل نیروی قدس سپاه پاسداران، در جریان علمیات آزادسازی شهر تکریت از دست داعش، حضور داشت و عکس او هم در رسانه‌ها، منتشر شده است.
با این حال، بر پایهٔ برخی از منابع، نظام جمهوری اسلامی ایران (افزون بر ارتباط با القاعده و طالبان) با داعش نیز ارتباط دارد و نقش قاسم سلیمانی و نظام جمهوری اسلامی ایران در فروپاشی داعش، افسانه است و بلکه آن‌ها یکی از علل و تقویت داعش نیز بوده‌اند.
۲۸ نوامبر ۲۰۱۹ نیروهای امنیتی عراق سرکوب خونینی در شهرهای نجف و ناصریه براه انداختند و به روی مردم معترض آتش گشوده و ۴۴ نفر را کشتند؛ بعد از این حادثه و با پیام سید علی سیستانی، عادل عبدالمهدی، نخست‌وزیر عراق تصمیم به استعفا گرفت. ایالات متحده و اسرائیل، مدعی شدند که در رأس فرماندهی سرکوب خونین عراق، قاسم سلیمانی و ابومهدی مهندس فرمانده حشدالشعبی قرار دارند. اعتراضات عراق در ابتدا علیه فساد، بیکاری و مسائل اقتصادی آغاز شد. معترضان نسبت به رژیم جمهوری اسلامی ایران، که با احزاب سیاسی مهم در عراق ارتباط نزدیکی دارد و چندین گروه شبه نظامی قدرتمند حمایت می‌کند، خشمگین هستند. معترضان عراقی همچنین می‌گویند جمهوری اسلامی سعی دارد مشابه تجربه تضعیف ارتش خود و تقویت سپاه پاسداران را در عراق با تضعیف ارتش رسمی آن کشور و تقویت حشدالشعبی، یا بسیج مردمی عراق، انجام دهد. بسیاری از معترضان شبه نظامیان موسوم به حشدالشعبی را، که در سال ۲۰۱۴ برای مبارزه با دولت اسلامی داعش تشکیل شد، به اقداماتی مانند حمله به معترضان بنا بر دستور رژیم جمهوری اسلامی، و همچنین به فعالیتهای درآمدزا و حفاظت از سیاستمداران فاسد و اقدامات خلاف بدون ترس از مجازات متهم می‌کنند. شبکه فاکس نیوز گزارش داده بود که فعالان عراقی می‌گویند ایران کاری کرده که در کشور خودشان با آنها مانند «بیگانگان» رفتار می‌شود.

### آموزش نظامی به حماس
روزنامه وال استریت ژورنال روز ۳ آبان ۱۴۰۲ طی گزارشی نوشت: «جمهوری اسلامی پیش از حمله شبه‌نظامیان فلسطینی به اسرائیل، به حدود ۵۰۰ نیروی حماس و دیگر شبه‌نظامیان مستقر در نوار غزه، آموزش نظامی ویژه داده است. این آموزش‌ها، شهریورماه امسال در داخل خاک ایران و تحت نظر نیروی قدس سپاه پاسداران انجام شده و اسماعیل قاآنی، فرمانده نیروی قدس سپاه، و برخی افراد ارشد گروه‌های شبه‌نظامی فلسطینی نیز از این آموزش‌ها دیدن کرده‌اند.»

### مداخله در جنگ یمن
نیروهای نظامی (سپاهی) نظام جمهوری اسلامی ایران، افزون بر دخالت نظامی و سیاسی… در سوریه و عراق و افغانستان و لبنان…، در امور و جنگ کشور یمن نیز دخالت می‌کند.

#### آموزش نظامی به حوثی‌ها
نشریه تلگراف به نقل از منابع اطلاعاتی در داخل ایران اعلام کرده است که حوثی‌های یمن در چندین پایگاه متعلق به سپاه پاسداران در ایران و از جمله در «دانشگاه علوم و فنون دریایی خامنه‌ای» در زیباکنار رشت آموزش دیده‌اند و شخص علی خامنه‌ای بر فعالیتهای آنها نظارت دارد که وی بر اقدامات حوثی‌ها در دریای سرخ نقش محوری و شخصی داشته و دستور داده تا سلاح‌ها و تجهیزات بیشتری در اختبار این گروه قرار گیرد. گفته می‌شود ۲۰۰ نفر از حوثی‌ها در این دانشگاه آموزش دیده‌اند.

### اتهامات

#### دخالت سپاه پاسداران در اعدام‌های ۱۳۶۷
به گفتهٔ ایرج مصداقی، زندانی سیاسی بازمانده از اعدام دسته‌جمعی زندانیان عقیدتی سیاسی ایران در تابستان ۱۳۶۷ که یکی از شاکیان پروندهٔ دادگاه حمید نوری بود، نیروهای سپاه پاسداران در زمان اجرای حکم اعدام زندانیان سیاسی در این رویداد نقش داشته است.

#### دخالت در انتخابات نظام پزشکی
بر پایه برخی منابع، سپاه پاسداران در انتخابات سازمان نظام پزشکی دخالت کرده و حتی بر آن مسلط است.

### قاچاق
علی آلفونه، پژوهشگر مؤسسه آمریکن اینترپرایز در واشینگتن و متخصص مسائل سپاه پاسداران می‌گوید، اسکله‌های غیرمجاز محلی برای واردات کالا و صادرات نفت توسط سپاه پاسداران است، «مثلاً از اسکله‌های کوچک برای قاچاق لوازم الکترونیک و مشروبات الکلی و از اسکله‌ها و بندرهای بزرگ‌تر برای صادرات نفت سوبسید شدهٔ ایران به بازار جهانی ازجمله به پاکستان استفاده می‌کنند که این از منابع درآمد فوق‌العاده بزرگ سپاه پاسداران است.» خبرگزاری ایسنا، در گزارشی با عنوان «اسکله‌های دردسرساز»، نام ۸۰ اسکله غیرمجاز را در استان‌های هرمزگان، بوشهر، سیستان و بلوچستان، خوزستان و مازندران منتشر کرده است.
محمود احمدی‌نژاد هم در تابستان سال ۱۳۹۰ با اشاره به «برادران قاچاقچی خودمان» گفته بود «مرزهای غیرقانونی باید بسته شود و هیچ‌کس نباید مصونیت داشته باشد، اگر کالایی دفاعی، امنیتی و اطلاعاتی است، اشکال ندارد از مرز قانونی وارد شود، هیچ وزارتخانه‌ای حق ندارد اسکله و مرزی داشته باشد، خارج از کنترل گمرک.»
سجاد حق پناه از فرماندهان پیشین حفاظت اطلاعات سپاه پاسداران به نشریه تایمز گفته است که قاچاق مواد مخدر در نزد فرماندهان سپاه پاسداران به امری فراگیر تبدیل شده است. وی گفت شماری از فرماندهان سپاه پاسداران مستقیماً در قاچاق مواد مخدر دست دارند. او تشریح کرد که سپاه تریاک افغانستان را در داخل ایران به هروئین و مرفین تبدیل و در همکاری با باندهای تبهکار به سرتاسر جهان قاچاق می‌کند و برای اینکار شرکت‌های کشتیرانی و هواپیمایی خاص خود را استفاده می‌کند. در تاریخ ۷ مارس ۲۰۱۲ وزارت خزانه داری آمریکا، سرتیپ غلامرضا باغبانی فرمانده نیروی قدس سپاه در شهر زاهدان را به اتهام مشارکت در قاچاق مواد مخدر در فهرست قاچاقچیان مواد مخدر آمریکا قرار داد. دولت آمریکا می‌گوید که سرتیپ باغبانی در مقابل استفاده از قاچاقچیان افغان برای رساندن اسلحه به طالبان، اجازه می‌داد که آنها تریاک به داخل ایران قاچاق کنند.
روز پنجشنبه ۱۶ اسفند ۱۳۹۷ حسن روحانی رئیس‌جمهوری ایران اعلام کرد سپاه پاسداران در مرزهای جنوبی کشور «از هر ده قاچاق یکی را می‌گیرد.»
به نوشته روزنامه تایمز قاچاق مواد مخدر، سالانه میلیاردها دلار نصیب سپاه پاسداران می‌کند که هم انحصار قاچاق مواد مخدر در ایران را در دست گرفته و هم با شبکه‌های تبهکار در جهان ارتباط دارد. ابوالفضل اسلامی دیپلمات پیشین جمهوری اسلامی به تایمز گفته است که قاچاق مواد مخدر توسط سپاه پاسداران با موافقت عالیترین مقامات حکومت ایران برای تأمین نیازهای مالی سپاه صورت می‌گیرد.

#### قاچاق مواد مخدر و افزایش شمار معتادان
بر پایهٔ برخی از آمارها در سال ۱۴۰۰ و در دورهٔ نظام جمهوری اسلامی ایران بیش از ۱۲ میلیون معتاد به مواد مخدر در ایران هست که به ۴ میلیون و ۵۰۰ هزار تن از آن‌ها جزو مصرف‌کنندگان دائمی هستند و نیز ۱۰ درصد از معتادان، زنان بوده و هزاران تن از آنان نیز کودکان هستند و آمارهای رسمی و برخی از کارشناسان داخلی، شمار معتادان به مواد مخدر در کشور را دست کم ۴ الی ۵ میلیون نفر اعلام کرده‌اند.
ایران، یکی از مهم‌ترین گذرگاه‌های قاچاق مواد مخدر در جهان است و بیشتر مواد مخدر تولیدی در کشورهای توسط سپاه پاسداران انقلاب اسلامی به کشورهای اروپایی قاچاق می‌شود.
در همین راستا و در یک گزارش محرمانه سازمان ملل متحد در خرداد ۱۳۸۸، تصریح شده که حکومت جمهوری اسلامی ایران، بزرگ‌ترین قاچاقچی مواد مخدر در جهان است.
یکی از دلایل اصلی مخالفت حکومت جمهوری اسلامی با تصویب لوایح FATF، تن ندادن به حسابرسی دربارهٔ نقش سپاه پاسداران در زمینهٔ قاچاق مواد مخدر و نیز پول‌شویی منابع حاصل از آن است که حسن روحانی (یکی از رئیسان جمهور حکومت پیش‌گفته) درین باره، به گونهٔ کنایی و غیر مستقیم، گفته بود:
«وقتی مواد مخدر هست، پول کثیف هم هست، این پول کثیف کجا می‌رود؟! یعنی یک گوشه و کناری [دارد] پول‌شویی انجام می‌گیرد».

#### قاچاق نفت
زنجیره قاچاق سوخت توسط عناصری از دولت ایران به خصوص سپاه پاسداران و برخی شرکت‌های خصوصی مستقر در کشورهای حومه خلیج فارس انجام می‌شود وبخش دریایی سپاه کنترل شدیدی بر مرزهای دریایی و تأسیسات بندری دارد، آندریاس کریگ، مدرس ارشد دانشکده مطالعات امنیتی در کینگز کالج لندن به واشینگتن پست می‌گوید «سپاه یک نهاد بسیار فاسد است. اگر به میزان قاچاق سالانه نگاه کنیم، متوجه می‌شویم که در مورد میلیون‌ها بشکه صحبت می‌کنیم.»

#### جاسوسی در کویت
یک گروه هفت نفرهٔ متهم به جاسوسی برای سپاه پاسداران جمهوری اسلامی در کویت دستگیر شدند. در خانه یکی از این افراد که به اتهام خود اعتراف کرده‌اند، یک رشته اسناد، دستگاه پیشرفته ارتباطات و ۲۵۰ هزار دلار پول یافت شده است.
افراد دستگیرشدهٔ مظنون به جاسوسی وابسته به سپاه پاسداران جمهوری اسلامی، در مورد جمع‌آوری اطلاعاتی در مورد پایگاه‌های آمریکا در کویت و نهادهای حساس کویتی به کار گمارده شده بودند.

#### بمب‌گذاری در عربستان
با انتشار اسناد بسیار محرمانه دولت بیل کلینتون، مشخص شد او در تابستان ۱۹۹۹ در پیامی کتبی به محمد خاتمی همتای ایرانی خود، سپاه پاسداران را مسئول بمب‌گذاری برج‌های خبر در عربستان سعودی دانسته و خواستار استرداد متهمان این حادثه بوده است. در مقابل دولت وقت ایران اتهام‌های آمریکا را نادرست و غیرقابل پذیرش می‌خواند و تأکید می‌کند هیچ سازمان وابسته به جمهوری اسلامی ایران هیچ‌گونه دخالتی در طراحی، پشتیبانی یا اجرای این بمبگذاری نداشته است. البته ویلیام پری، وزیر دفاع آمریکا در زمان بیل کلینتون، در سال ۲۰۰۷ اعلام کرد به این نتیجه رسیده‌اند که بمب‌گذاری کار القاعده بوده و نه ایران؛ البته هیچ‌گاه ثابت نشد که این کار توسط سپاه انجام شده باشد عده‌ای معتقدند که این کار سازمان موساد و سیا برای تخریب چهره سپاه بوده است.

#### اتهام همدستی با محمد مُرسی
دادستانی مصر او را به اتفاق ۳۵ نفر دیگر به همکاری با جنبش فلسطینی حماس، گروه لبنانی حزب‌الله و سپاه پاسداران برای انجام حملات تروریستی در مصر متهم کرده است.

#### رابطه با طالبان
رئیس امنیت ملی هرات با صدور اعلامیه‌ای اعلام کرد که مولوی شفیع مشهور به «حافظ عمری» مسئول نظامی و عضو رهبری طالبان درحالی‌که از خودروی سپاه پاسداران پیاده می‌شدند در استان هرات دستگیر شد. اغلب حملات تروریستی و ترورهای هدفمند و همچنین حمله به تأسیسات عمومی در استان هرات با فرماندهی او انجام شده است.

#### بمب‌گذاری در بحرین
در ۲۲ مرداد ۹۴، دولت بحرین پنج نفر را به جرم بمب‌گذاری در منامه پایتخت این کشور دستگیر و آن‌ها را متهم به ارتباط با سپاه پاسداران کرد و اظهار داشت که آن‌ها روش بمب‌گذاری را از سپاه یادگرفته بودند. این بمب‌گذاری منجر به کشته و زخمی شدن تعدادی از نیروهای امنیتی بحرین شد. اما ایران ضمن محکوم کردن این حادثه دست داشتن ایران در آن را رد کرد. بحرین همواره ایران را به تحریک شیعیان این کشور به ناآرامی متهم می‌کند و گاهی از نیروی نظامی عربستان سعودی برای سرکوب معترضان استفاده کرده است. ایران هم در مقابل می‌گوید که حکومت بحرین حقوق اکثریت شیعه کشور را نقض می‌کند. یک ماه پیش از این حادثه بحرین روحانی شیعه این کشور، شیخ عیسی قاسم را سلب تابعیت کرده بود و برخی مقام‌های ایران به شدت از دولت بحرین به دلیل این اقدام انتقاد کردند و حتی قاسم سلیمانی، فرمانده نیروی قدس سپاه تهدید کرد که این کار منجر به «مقاومت مسلحانه» در بحرین و «سقوط رژیم» خواهد شد.

#### بمب‌گذاری در هند
به گزارش یک روزنامه هندی، پلیس این کشور اعلام کرده است که عاملان سوءقصد نافرجام به جان یک دیپلمات اسرائیلی در دهلی نو، اعضای سپاه پاسداران جمهوری اسلامی ایران بوده‌اند. در این سوء قصد که ماه فوریه گذشته صورت گرفت، همسر وابسته نظامی اسرائیل در دهلی به شدت زخمی شد. به گزارش رادیو فردا روزنامه «تایمز آو ایندیا» روز دوشنبه نوشت: پلیس هند پس از تحقیقات گسترده، به این نتیجه رسیده است که پنج تن از اعضای سپاه پاسداران با همکاری یک روزنامه‌نگار هندی این سوءقصد را اجرا کردند. بر اساس این گزارش، سردسته این گروه «هوشنگ افشار ایرانی» نام دارد و هدایت‌کننده سوء قصد علیه اسرائیلی‌ها در تایلند و گرجستان نیز بوده است. پلیس بین‌المللی (اینترپل) در ماه مارس برای چهار تن از این متهمان حکم جلب بین‌المللی صادر کرده بود ولی این نخستین بار است که هند اعلام می‌کند که این افراد اعضای سپاه پاسداران هستند. روزنامه «تایمز آو ایندیا» نوشته است که «جزئیات مربوط به این متهمان در اختیار ایران قرار گرفته است». پلیس هند می‌گوید که توطئه گران اصلی با ویزای گردشگری وارد این کشور شده بودند و پس از انجام عملیات خاک هند را ترک کردند.

## فعالیت موشکی

### تولید موشک بالستیک

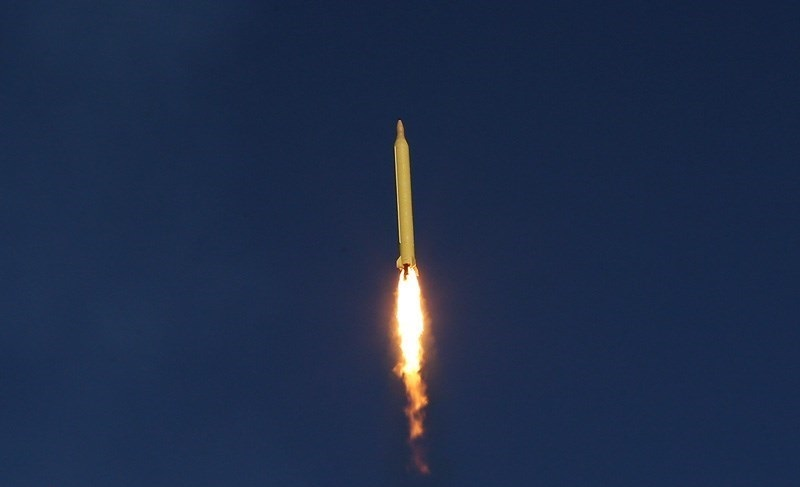
یک موشک متعلق به سپاه در حین رزمایش (موشک بالستیک قدر H)

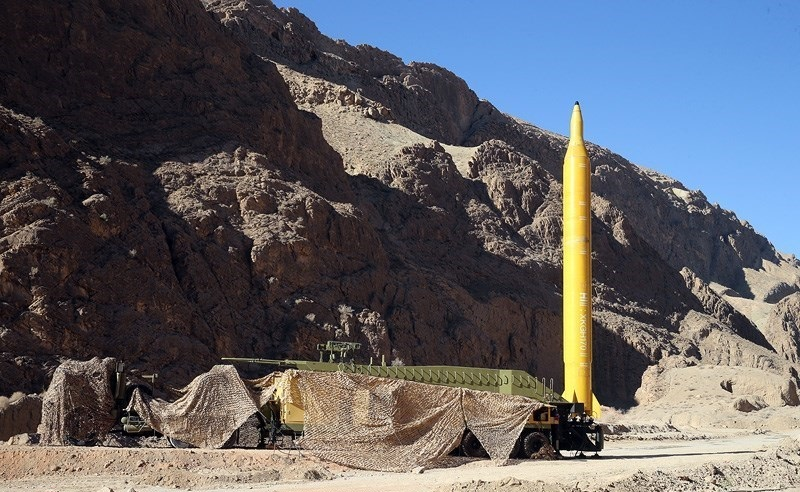
یک موشک بالستیک "قدر H" متعلق به سپاه پاسداران انقلاب اسلامی

به گفته آنتونی کوردزمن، سپاه پاسداران جهت اغراق در تعداد و کاراکتر موشک‌هایش در یک رزمایش، اقدام به استفاده از نرم‌افزار فتوشاپ برای دستکاری فیلم ضبط شده کرد.

### تولید سوخت جامد موشک
خبرگزاری رویترز گزارشی با استناد به اسنادی که به‌دست آورده است و گفته‌های امیر مقدم (مسئول سابق روابط عمومی و رابط پارلمانی معاونت اجرایی ریاست جمهوری اسلامی ایران) منتشر کرده است که براساس آن سپاه پاسداران یک مرکز مخفی در گوشه‌ای از بیابان اطراف جاجَرم، در استان خراسان شمالی دارد که کاربرد این واحد، تولید پودر آلومینیوم برای تولید سوخت جامد موشک‌ها است. این واحد «مخفی» در کنار یک کارخانه آلومینیوم و در نزدیکی یک معدن «بوکسیت» (سنگ رسوبی حاوی آلومینیوم) قرار دارد، پیشتر تسنیم نوشته بود که از اوائل دهه ۶۰ تحقیق و بررسی در مورد سوخت جامد زیر نظر حسن طهرانی مقدم شروع شده و موشک نازعات نخستین نمونه از موشک‌های سوخت جامد بود. رویترز اشاره می‌کند بیش از ۱۰ سند مشاهده کرده که حاوی مدارک تولید پودر آلومینیوم و افراد دخیل در این پروژه در فاصله سال‌های ۲۰۱۳ تا ۲۰۱۸ می‌باشد.

## فشار های بین‌المللی

### شناسایی به‌عنوانِ سازمانِ تروریستی

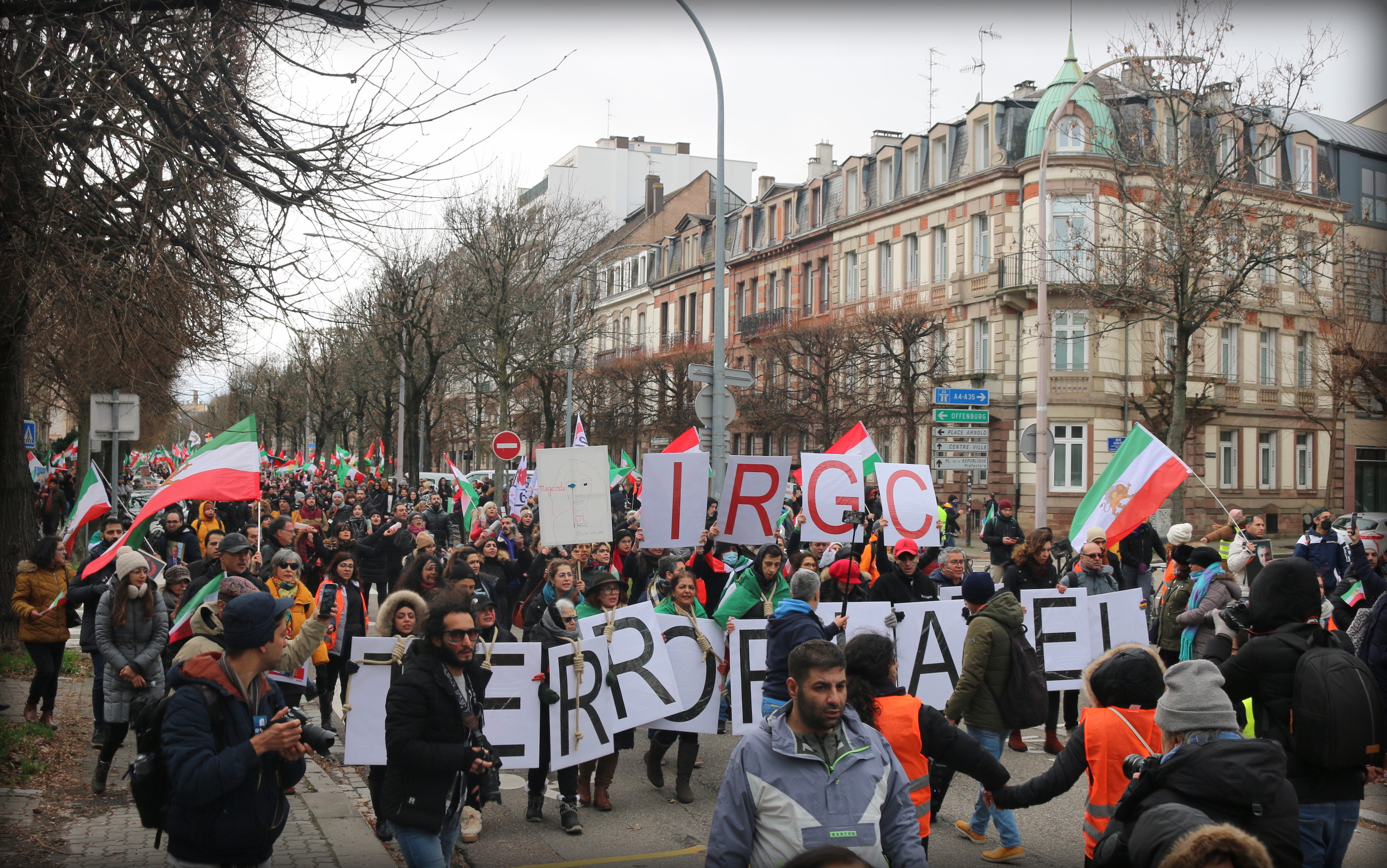
راهپیمایی اپوزیسیون علیه سپاه و درخواست از پارلمان اروپا برای قرار دادن آن در فهرست گروه‌های تروریستی. استراسبورگ، ژانویه ۲۰۲۳

سپاه پاسداران توسط برخی از کشورها در فهرست سازمان‌های تروریستی قرار گرفته است. اولین کشورهایی که سپاه را در لیست تروریستی خود قرار دادند بحرین و عربستان سعودی در اکتبر سال ۲۰۱۸ بودند. همچنین ایالات متحده در آوریل سال ۲۰۱۹ و در دوره ریاست‌جمهوری دونالد ترامپ، سپاه پاسداران را در فهرست گروه‌های تروریستی خود قرار داد. کانادا نیز در اکتبر همان سال سپاه پاسداران را پس از رای‌گیری در پارلمان به فهرست گروه‌های تروریستی خود وارد کرد. در ۱۹ ژانویه ۲۰۲۳، نمایندگان پارلمان اروپا به قرار گرفتن سپاه در فهرست گروه‌های تروریستی رأی مثبت دادند و پارلمان اتحادیه اروپا سپاه پاسداران را یک گروه تروریستی شناخت. کانادا نیز در ۱۹ ژوئن ۲۰۲۴ اعلام کرد که از این پس سپاه پاسداران را به عنوان سازمانی تروریستی طبقه‌بندی خواهد کرد.

### تحریم‌های بین‌المللی
- بر اساس توافق وزیران خارجه کشورهای عضو اتحادیه اروپا، تمام حساب‌های بانکی که به اعضا و وابستگان سپاه پاسداران تعلق دارند مسدود خواهد شد.[۱۷۴]
- استرالیا، نام رستم قاسمی، فرمانده قرارگاه خاتم‌الانبیا سپاه پاسداران، را در فهرست تحریم‌های یک‌جانبه این کشور قرار داد.[۱۷۵]
- وزارت خزانه‌داری آمریکا در چارچوب اجرای قطعنامه ۱۹۲۹ شورای امنیت علیه ایران، فرمانده سپاه و وزیر دفاع ایران را به همراه نیروی هوایی و فرماندهی موشکی سپاه و شرکت مهندسی نفت و گاز سپانیر و شرکت راه ساحل وابسته به قرارگاه خاتم‌الانبیا در فهرست تحریم خود قرار داد. محمدعلی جعفری، فرمانده سپاه پاسداران، محمدرضا نقدی، فرمانده سابق بسیج، و احمد وحیدی، وزیر دفاع، در فهرست افراد مورد تحریم قرار گرفتند.[۱۷۶]
- روز ۲۸ دی ۱۳۹۸ وزارت خارجه آمریکا حسن شاهوارپور فرمانده قرارگاه ولی عصر سپاه پاسداران در استان خوزستان را به دلیل نقض عمده حقوق بشر در برخورد با معترضان آبان‌ماه تحت تحریم قرار داد.[۱۷۷]
- وزارت خزانه داری آمریکا روز پنجشنبه ۷ فروردین ۱۵ شخص حقیقی و پنج شرکت تجاری وابسته به سپاه پاسداران را مورد تحریم قرار داد، آنها متهم به همکاری با سپاه قدس و ارسال اسلحه به شبه نظامیان وابسته به ایران از جمله «کتائب حزب‌الله» و «عصائب اهل‌الحق» شده‌اند. شرکت سهامی خاص متاجر نوین مدائن، شرکت سامان شیمی خاورمیانه. ستاد بازسازی عتبات عالیات، شرکت بهجت الکوثر و شرکت خدمات حمل و نقل دریایی الخمائل مشمول تحریم‌های تازه آمریکا شده‌اند.[۱۷۸]
- وزارت خزانه داری آمریکا با صدور بیانیه فردی بنام «امیر دیانت» را به اتهام همکاری با نیروی قدس سپاه پاسداران تحریم کرد، وی سال‌هاست که از عملیات قاچاق نیروی قدس در زمینه قاچاق اسلحه و موشک از ایران به یمن حمایت و همکاری می‌کند. این فرد به نام «امیر عبدالعزیز جعفر المثاجی» نیز شناخته می‌شود.[۱۷۹][۱۸۰][۱۸۱][۱۸۲]

### تحریم اعضای نیروی قدس
- اتحادیه اروپا طی تصمیم مورخ ۲۳ فروردین ۱۳۹۰ (۱۳ آوریل ۲۰۱۱)، ۳۲ مقام ایرانی از جمله حسین همدانی را به دلیل نقض حقوق شهروندان ایرانی و همچنین به دلیل همکاری با بشار اسد[۱۸۳][۱۸۴][۱۸۵][۱۸۶] از ورود به کشورهای این اتحادیه محروم کرد. کلیه «دارایی‌های» حسین همدانی نیز در اروپا توقیف شد.[۱۸۷]

پس از مرگ او روزنامه گاردین در مقاله‌ای عنوان کرد که کشته شدن حسین همدانی، نقش فزاینده حکومت ایران در حمایت از دولت بشار اسد در سوریه را روشن می‌کند.
- مه ۲۰۱۱ برابر با اردیبهشت ۱۳۹۰ مقامات وزارت امور خارجه ایالات متحده آمریکا، قاسم سلیمانی فرمانده نیروی قدس سپاه پاسداران انقلاب اسلامی را متهم به همکاری با نیروهای امنیتی سوریه در جریان اعتراضات در این کشور و سرکوب مخالفان بشار اسد کردند. در پی این اتهام وزارت خزانه‌داری ایالات متحده آمریکا، قاسم سلیمانی را تحریم کرد.[۱۸۸]
- وزارت خزانه‌داری آمریکا روز سه‌شنبه اول آبان ۱۳۹۷ (۲۳ اکتبر ۲۰۱۸) دو عضو نیروی قدس سپاه پاسداران را در لیست تحریم‌های تروریستی خود قرار داد. این دو نفر محمد ابراهیم اوحدی و اسماعیل رضوی نام دارند و گفته شده است که از طرف نیروی قدس سپاه پاسداران امکانات مالی و تکنولوژیک در اختیار نیروهای طالبان افغانستان قرار می‌دادند. محمد ابراهیم اوحدی، یک افسر نیروی قدس سپاه پاسداران است که در سال ۱۳۹۶ (۲۰۱۷) طی دیداری در شهر بیرجند با عبدالله صمد فاروقی، معاون حاکم در سایه ولایت هرات و چهره شاخص طالبان، به توافق رسیدند که نیروهای طالبان حملاتی را علیه حکومت افغانستان در استان هرات انجام دهند و پشتیبانی مالی و پول آن را نیروی قدس تأمین کند. در بیانیه وزرات خزانه‌داری آمریکا گفته شده است که آمریکا با همکاری شش کشور عربستان سعودی، بحرین، کویت، عمان، قطر و امارات متحده عربی این تحریم‌ها را علیه ۶ چهره کلیدی طالبان و دو نفر نیروی قدس وضع کرده است.[۱۸۹]
- اتحادیه اروپا روز چهارشنبه اوت ۲۰۱۱–۲ شهریور ۱۳۹۰ سپاه قدس، واحد برون مرزی سپاه پاسداران را به اتهام ارائه کمک و پشتیبانی به حکومت بشار اسد برای سرکوب معترضان سوری مورد تحریم قرار داد.[۱۹۰][۱۹۱] و نام قاسم سلیمانی و حسن چیذری در فهرست تحریم قرار گرفت.[۱۹۲]

### توقیف دامنه اینترنتی
روز چهارشنبه ۷ اکتبر ۲۰۲۰ وزارت دادگستری آمریکا با انتشار بیانیه‌ای از ضبط و توقیف ۹۲ دامنه اینترنتی مورد استفاده «سپاه پاسداران انقلاب اسلامی» که اطلاعات نادرست منتشر می‌کردند، خبر داد. در بیانیه آمده است چهار دامنه از این ۹۲ دامنه ضبط شده، با پنهان‌کاری خود را رسانه‌های خبری معتبر معرفی می‌کردند. وب سایت‌هایی که توسط وزارت دادگستری آمریکا توقیف شدند «توسط سپاه پاسداران کنترل می‌شدند».
وزارت دادگستری آمریکا با صدور بیانیه‌ای ۲۷ وب سایت مرتبط با سپاه پاسداران ضبط و مسدود کرد. در بیانیه آمده است که این وب‌سایت‌ها اطلاعات نادرست منتشر می‌کردند.

### تحریم اینستاگرام
- اینستاگرام بعد از کشته شدن قاسم سلیمانی فرمانده نیروی قدس سپاه پاسداران انقلاب اسلامی زیر مجموعه سپاه پاسداران، این سازمان را در لیست سیاه خود قرار داد، به طوری که هر کسی، پستی که مستقیم به فعالیت سپاه پاسداران اشاره دارد بگذارد پس از مدتی پست پاک می‌شود.[۱۹۶]